# Адам Шиманський
А́дам Шиманський (пол. Adam Szymański, 15 липня 1852 — 6 квітня 1916) — польський письменник і юрист, відомий за своїм твором «Сибірські нариси», детальні описи життя поляків на засланні. 

## Біографія
Народився у Грушнєві. У 1872—1877 навчався у середній школі в Седльце. Вивчав право у Варшавському університеті в 1877. За свою участь у «Національному уряді» 1877 Адама Станіслава Сапєги і за допомогу Яну Людвіку Поплавському в заснуванні соціалістичної групи «Сини батьківщини», був ув'язнений у Варшавській цитаделі впродовж 1878—1879 років.
Засланий у Сибір, де вивчав географію та етнографію якутів. Спершу жив у Якутську, а з 1882 у Кіренську та Багалагську Іркутської губернії. Після 1885 року отримав змогу проживати у європейській частині Росії за межами Польщі. Цього ж року став членом Російського імператорського географічного товариства. Повернувся до Варшави у 1895, а з 1902  року жив у Кракові. Впродовж 1904—1913 років був редактором журналу «School Reform». Помер у Москві у 1916.
Основні риси його оповідань — туга за батьківщиною і «культ людини».
Разом з дружиною Надією мав одного сина, Яна  (1881—1953), який успадкував батькову бібліотеку. Чимало з рукописних матеріалів Адама Шиманського зберігаються в Архіві Польської академії наук (Варшава) та Відділі Ягеллонської бібліотеки (Краків), у тому числі незакінчена частина роботи «Якутська земля і її жителі».